# Russki Mir
Russki Mir (deutsch Russische Welt) ist eine Ideologie des 21. Jahrhunderts, die eine kulturelle Totalität des Russischen beansprucht: Das Konzept ist zentral für die als imperialistisch betrachtete Außenpolitik Russlands. Wladimir Putin verwendete den Begriff ab 2001 öffentlich und schuf damit einen Baustein des Putinismus; hieraus leitet er ideologische, politische, identitäre und geopolitische Standpunkte ab, die explizit auch Russen in der Diaspora, vor allem dem Nahen Ausland, aber auch deren Nachkommen sowie ganz allgemein Russischsprecher einschließen. Die Russische Welt ist hiernach die russische Einflusssphäre und umfasst alle Gebiete, in denen das Russische präsent ist.

## Verwendung in der Außenpolitik
Russki Mir propagiert die Einheit alles „Russischen“ und vereinnahmt Belarus, die Ukraine und andere Staaten der ehemaligen Sowjetunion. Ukrainern und Belarussen wird eine Eigenständigkeit gegenüber der Kultur Russlands abgesprochen. Bereits im Zusammenhang mit dem Kaukasuskrieg 2008 wurde der Begriff mehrfach verwendet. Spätestens seit dem Krieg im Donbas und der Annexion der Krim im Jahr 2014 setzte der russische Präsident das Konzept gezielt ein, um seine aggressive Außenpolitik gegenüber dem ukrainischen Brudervolk zu rechtfertigen.
Die Idee von Russkij Mir wurde mit dem vermehrten Auftauchen des Begriffs Neurussland politisch radikalisiert, der vom Kreml während der Annexion der Krim populär gemacht wurde.
Schon vor dem russischen Überfall auf die Ukraine im Februar 2022 war die Existenz prorussischer Netzwerke im Donbass, die mit dem Konzept von Russkij Mir sympathisierten – und mit Viktor Janukowitschs ehemaliger Partei der Regionen verbunden war – von Russland als politisches Druckmittel und zur Förderung seiner Politik der Destabilisierung der Ukraine genutzt worden.
In der Präambel der Verfassung der Volksrepublik Donezk tauchte somit der Begriff Russki Mir allein viermal auf.
Die russische Regierung bezeichnete die Ukraine später als „künstlichen Staat“ und integralen Bestandteil der Russki Mir.
Die Föderationsratsvorsitzende Walentina Matwijenko verweist auf die angebliche Unterdrückung russischsprachiger Minderheiten in den Nachfolgestaaten der UdSSR, dort breite sich „Russophobie“ aus, darum müsse das Konzept der Russki Mir „zu einem globalen Faktor werden, mit dem man auf nationaler und internationaler Ebene rechnet“, zum „Schutze der Rechte der Landsleute im Ausland“. Sie nannte u. a. die baltischen Länder, Moldau, Belarus und die Ukraine, dort lebten besonders viele Russen.
Das Konzept ist somit zentral für die jüngste Außenpolitik Russlands unter Putin.

## Begriffsgeschichte
Seine ursprüngliche Bedeutung hatte der Begriff Russische Welt im Sinne eines Zivilisationsraumes (vgl. Griechische Welt, Römische Welt). Erstmals findet er sich im 11. Jahrhundert in einem Brief von Großfürst Isjaslaw I. an Papst Clemens II. Der russische Politiker und Literaturwissenschaftler Sergei Uwarow verwendete den Ausdruck im 19. Jahrhundert. Ähnliche Begriffe sind der Russische Geist (Alexei Chomjakow), die Russische Idee (Wladimir Solowjow und Nikolai Berdjajew) und die Russische Seele.
Der Begriff findet sich auch in einem Buch von Stanislaw Smolka, Die Russische Welt. Historisch-politische Studien Vergangenheit und Gegenwart, das 1916 in Wien erschien. Darin wird ausgeführt, dass das Ziel des Buches sei, die „unaufhörliche Verwechslung Russlands mit der russischen Nation und dem Zarenreich“ zu klären.
Im Dezember 1997 veröffentlichten Pjotr Schtschedrowizki und Efim Ostrowski ein „Manifest für eine neue Generation“, das sich mit „Russlands Welt“ befasste. Darin definierten sie Russland nicht als Herkunftsort, sondern als Schicksal. Zwei Jahre später führten sie aus („Ein Adler spreizt seine Flügel“), dass das Land nach dem Untergang der Sowjetunion eine Marke brauche. Die russische Diaspora habe ein globalisiertes Russland erschaffen. Die Russische Welt sei Teil einer friedlichen Welt, mit der Russland im Austausch stehe. Schchedrowitski selbst schrieb den Begriff Russki Mir später Sergei Tschernischew und Gleb Pawlovski des Russia Institute zu. Zu dieser Zeit deckte der Begriff noch drei Themen ab: die russische Politik innerhalb der Gemeinschaft Unabhängiger Staaten, die russische Haltung gegenüber der Diaspora und die Marke Russland.
In den frühen 1990er-Jahren entstand der Kongress Russischer Kommunen (KRK), ein Zusammenschluss zahlreicher politischer Köpfe verschiedener Strömungen, der sich für die Rechte russischer Gemeinschaften außerhalb der neuen russischen Grenzen einsetzte. Der KRK strebte nach Möglichkeit auch die Verschiebung der russischen Grenzen an, um Belarus, Transnistrien und zumindest Teile der Ukraine sowie Nord-Kasachstan zu integrieren. Der KRK strebte außerdem die Wiederherstellung des „historischen Territoriums“ und die „Wiedergeburt des mächtigen Vaterlandes“ an. Während diese Bestrebungen von Boris Jelzin noch abgelehnt wurden, änderte sich die Politik unter Putin. Er wandte sich aktiv an Emigranten, um sie an die Heimat zu binden. Ein Landsmann zu sein, so Putin, sei ein Akt spiritueller Selbstidentifikation. Je mehr Menschen und Staaten der russischen Einflusssphäre zugerechnet würden, desto größer werde der Einfluss der russischen Welt. Im Jahr 2001 verwendete Wladimir Putin den Begriff erstmals beim „Weltkongress der im Ausland lebenden Landsleute“.
Im Jahr 2006 forderte Putin gegenüber russischen Kulturschaffenden, den Ausdruck so oft wie möglich zu verwenden. Mit der Gründung der Stiftung Russki Mir im Jahr 2007 wurde der Begriff schließlich gesellschaftlich verankert. Der Vorsitzende der Stiftung, Wjatscheslaw Nikonow, sagte in einem Interview, es gehe um das Überleben der russischen Nation. Im April 2022 sagte er im russischen Fernsehen, Russland kämpfe in der Ukraine einen „heiligen Krieg“. Die Russisch-Orthodoxe Kirche spielt eine zentrale Rolle bei der Verbreitung des Konzeptes, auch wenn Patriarch Kyrill I. das Konzept des Heiligen Rus zunächst vorzog. In einer Rede in der Christ-Erlöser-Kathedrale Anfang Dezember 2022 übernahm er sowohl den Begriff als auch dessen Definition von der russischen Regierung. In einem Text, der im März 2024 veröffentlicht wurde, nahm Kyrill eine engere Definition vor, in der er die Russische Welt als ein Großrussland mit Moskau als Zentrum beschreibt. Hierzu zählte er auch Belarus und die Ukraine.
Immer wieder werden eigene „geistig-moralische Werte“ beschworen, die sich angeblich grundlegend von den Idealen eines als feindlich wahrgenommenen Westens unterscheiden. Inhaltlich ist die Ideologie der Russki Mir heute aber weitgehend unbestimmt. Thomas Bremer, Professor für Ostkirchenkunde an der Universität Münster, bezeichnete das Konzept als eine „diffuse mentale Landkarte“.